# クーリエリ
クーリエリ（イタリア語: Cuglieri）は、イタリア共和国サルデーニャ自治州オリスターノ県にある、人口約2,600人の基礎自治体（コムーネ）。

## 地理

### 位置・広がり

#### 隣接コムーネ
隣接するコムーネは以下の通り。
- ナルボリーア
- サントゥ・ルッスルジュ
- スカーノ・ディ・モンティフェッロ
- セーネゲ
- センナリーオロ
- トレズヌラーゲス

## 行政

### 分離集落
クーリエリには、以下の分離集落（フラツィオーネ）がある。
- Santa Caterina di Pittinuri, S'Archittu, Torre del pozzo